# Kritika (publicisztika)
A kritika (az ’ítélni’ jelentésű ókori görög κριτική szóból) olyan publicisztikai vagy esszéműfaj, amely valamely művészeti vagy szellemi alkotás – festmény, zenemű, szépirodalmi alkotás, színdarab, tudományos kiadvány stb. – értékelésén, elemzésén keresztül a magasművészet vagy a tudomány aktuális állapotáról, eredményeiről ad képet a nagyközönség számára. A kritika szükségszerűen válogat, az egyes alkotások ismertetésén keresztül azonban súlyponti tendenciákat vázol fel. Fontos feladata a művészet, irodalom stb. társadalmi és esztétikai jelentőségének feltárása, széles körű megértésének előmozdítása, ezzel végső soron népszerűsítése, az alkotóközösség és a közönség közötti kapcsolat megteremtése, a közízlés formálása.
Az általános profilú folyóiratokban megjelenő, vázlatos ismertetést és tömör értékelést nyújtó zsurnálkritika mellett elterjedt válfaja az alkotás egyetlen szempontját kiemelő széljegyzet, a szakfolyóiratok lapjain napvilágot látó, terjedelmesebb, értőbb közönséget megcélzó műbírálat, illetve az esztétikai igényű, az esszé műfajához közelítő tudományos műelemzés. Tematikai szempontból megkülönböztethető egymástól a műkritika, zenekritika, tánckritika, irodalomkritika, színikritika, filmkritika, valamint az egyes kiadványokról, tudományos előadásokról stb. áttekintést adó könyvismertetés vagy recenzió.
A fogalom elhatárolandó az ítéletalkotásnak és ismeretelméletnek az ókori görög filozófusokig visszavezethető, a 18–19. században másodvirágzását élő hermeneutikai, metodológiai kritikafogalmától, valamint a szaktudományos irodalom- és műelméleti elemzésektől. A magyar szóhasználat elsősorban a német Kritik-hagyományon alapul, a nemzetközi szakirodalom kritikafogalma (pl. a francia critique vagy az angol criticism) többnyire tágabb kört jelöl, így magában foglalja például az irodalom- és művészetelméletet is.

## Története
A művészetkritika első megnyilvánulásai az ókori görög, szanszkrit és kínai irodalomból ismertek, de csupán mint általános művészetfilozófiai munkák konkrét művek és alkotók ismertetésére kitérő passzusai. A humanisták a filozófiai hagyományra támaszkodva még filológiai hermeneutikai kategóriaként használták a kritika fogalmát, ezt tükrözi a Rotterdami Erasmus munkássága nyomán kibontakozott Biblia-kritikai mozgalom (egzegézis). A műkritikusok úttörő alakjai között tartják számon Giulio Cesare Scaligerót, aki 1561-ben megjelent, Postumus poetica című munkájában görög és római költők életművét tekintette át esztétikai és stilisztikai szempontból. A filozófiai-filológiai és esztétikai kritikafogalom értelmezése és viszonyrendszerének meghatározása azonban folyamatosan változott, a kritika tisztán esztétikai értelmezése csupán a 17–18. századtól terjedt el, főként a holland id. Nikolaes Heinsius és Gerardus Vossius, az angol John Dryden, valamint a német Johann Christoph Gottsched és Alexander Gottlieb Baumgarten művészeti írásainak hatására. Molière La Critique de l’École des femmes és Alexander Pope Essay on criticism című munkái szintén hozzájárultak a műkritika fogalmának elterjedéséhez, de Voltaire is az irodalmi élet elengedhetetlen kellékének tekintette a kritikát.
A zsurnálkritika a művészeti élet eseményeire fogékony városi polgárság által olvasott, rendszeres időszaki sajtó kialakulásával párhuzamosan, szintén a 17–18. században terjedt el Európában. A szélesebb rétegek kritika iránti igényét az irodalmi és művészeti nyilvánosság korábban nem ismert jelentősége hívta életre, a 17. században nyíltak meg az első irodalmi szalonok, irodalmi kávéházak és a különböző műalkotásokat felvonultató tárlatok, múzeumok. A 19. században, a romantika korában szervezetté vált a kritika intézménye, többek között Johann Wolfgang von Goethe, Friedrich Schiller, August Wilhelm Schlegel, Thomas Carlyle, Thomas Babington Macaulay, Charles-Augustin Sainte-Beuve, Visszarion Grigorjevics Belinszkij, Ernest Renan, Hippolyte Taine, Albert Thibaudet és mások vetették meg a hivatásos esztéták, műelemzők és irodalomtudósok által írt, széles közönséghez rendszeresen eljutó, azaz alapvetően publicisztikai műfajként meghatározott kritika elméleti alapjait. Megindultak az első kritikai lapok, a Globe, a Revue de Paris, a Revue des deux Mondes, Magyarországon a Kritikai Lapok. A magyar irodalmi élet első korszerű, elsősorban a német hagyományból építkező kritikusai között tartják számon Kazinczy Ferencet, Kölcsey Ferencet, Bajza Józsefet és Gyulai Pált.
A 19–20. század kritikai tendenciái jellemzően egy-egy filozófiai iskolához vagy esztétikai rendszerhez igazodva különböző szempontokra helyezték a hangsúlyt. A kritikai realizmus művészetelméleti alkalmazása során az alkotásokon azok valósághoz való viszonyát kérték számon. A pozitivista kritikák a tényszerű megállapításokra szorítkoztak (George Brandes, Ferdinand Brunetière, Paul Bourget, Riedl Frigyes), ezzel szemben az impresszionista kritika a mű által kiváltott hatást, a katarzisélményt igyekezett közvetíteni. A l’art pour l’art műbírálat a történelmi, világnézeti és etikai hátterüktől megfosztva pusztán az alkotások formai jegyeire összpontosított. A 20. században jelentkező avantgárd és egzisztencializmus szintén hatott a kritikai mozgalomra, s polgárjogot nyert a szellemtörténeti, szociológiai, pszichológiai stb. szempontokat érvényesítő stíluskutatás is.